# Susan Tyrrell
Susan Tyrrell (født Susan Jillian Creamer; 18. marts 1945, død 16. juni 2012) var en amerikansk teater-, tv- og filmskuespiller.
Hun er bedst kendt for sin rolle som Oma i Fat City, som gav Tyrrell en nominering til en Oscar for bedste kvindelige birolle, og til rollen som Ramona Ricketts i John Waters Cry Baby, hvor Tyrrell spillede over for Johnny Depp.  Tyrrell vandt også Saturn Award for bedste kvindelige birolle for sin rolle i Bad. I 2000 blev hun diagnosticeret med trombocytemi, og i 2012 døde hun som følge af sygdommen.

## Filmografi
- Cry Baby (1990)
- Panik i drømmefabrikken (1988)
- For fulde (h)jul (1986)
- Den vilde kriger (1985)
- Angel (1984)
- Fat City (1972)